# 10707 Prunariu
10707 Prunariu è un asteroide della fascia principale. Scoperto nel 1981, presenta un'orbita caratterizzata da un semiasse maggiore pari a 2,4313688 au e da un'eccentricità di 0,2321180, inclinata di 7,11434° rispetto all'eclittica.
L'asteroide è dedicato a Dumitru Dorin Prunariu, il primo astronauta romeno.